# Parafia św. Jadwigi w Tomaszowie Bolesławieckim
Parafia św. Jadwigi w Tomaszowie Bolesławieckim – parafia rzymskokatolicka w dekanacie Bolesławiec Wschód w diecezji legnickiej. Erygowana w 1558 roku.
Obsługiwana przez księży archidiecezjalnych. Jej proboszczem był  ks. mgr Andrzej Łuczyński. Od 2022 funkcję proboszcza pełni ks. mgr Krzysztof Sieradzki. 